# Umsonst & Draußen (Bad Kissingen)
Das „Umsonst & Draußen“ in Bad Kissingen war ein von 1994 bis 2015 alljährlich stattfindendes Musikfestival, zu dem sich jeweils an zwei Tagen im Juni knapp 10.000 Besucher in der Kurstadt versammeln. Veranstaltungsgelände war seit 2008 der Festplatz auf dem Gelände des „Gewerbepark Sinnberg“, dem ehemaligen US-Kasernengelände in Bad Kissingen.
Die Durchführung der Non-Profit-Veranstaltung war nur durch die ehrenamtliche Arbeit der über 100 Helfer möglich. Außerdem war die Veranstaltung auf Sponsoreneinnahmen und Getränkeverkauf angewiesen. Schlechte Wetterbedingungen im Jahr 2007 und die daraus resultierende geringe Zuschauerzahl gefährdeten den Fortbestand des Festivals, bis schließlich im Jahr 2015 das letzte Lineup konzertierte.

## Organisation und Konzept
Seit 1999 wird die Veranstaltung vom „Verein zur Förderung von Jugendveranstaltungen“ durchgeführt. Die Planung übernimmt dabei ein Team aus etwa zehn Vereinsmitgliedern. An den beiden Veranstaltungstagen wächst die Zahl der ehrenamtlichen Helfer auf über hundert an. Hauptverantwortlich waren bis 2011 Tobias Schneider und Ralf Stierstorfer als Vorsitzende des Vereins. Nach dem Rückzug von Tobias Schneider zum Jahreswechsel 2011/2012 war dann Ralf Stierstorfer für das Festival bis 2014 verantwortlich. Seit Herbst 2014 ist die neue Vorsitzende Veronika Loose mit Ralf Stierstorfer für das U&D verantwortlich.
Im Jahr 2009 spielten 35 Bands auf zwei Openair-Bühnen sowie einer Zeltbühne. Ziel des Festivals ist es, den Besuchern ein qualitativ hochwertiges und abwechslungsreiches Programm bei freiem Eintritt zu bieten. Deutschlandweit bekannte Künstler sind ebenso Teil des Programms wie lokale Bands. Speziell junge Künstler sollen gefördert werden. Seit 2009 kooperiert das U&D-Festival mit dem internationalen Nachwuchsfestival Emergenza und gestaltet einen Teil des Programms mit Bands aus dem Emergenza-Bandpool.
Zu den Sponsoren des zweitägigen Festivals gehörten in den letzten Jahren die Sparkasse Bad Kissingen, die Mediengruppe Main-Post und die Kulmbacher Brauerei. Haupteinnahmequelle für den Veranstalter ist aufgrund des kostenfreien Eintritts zum Gelände nur der Getränkeverkauf. An den Eingängen werden Besucher auf unerlaubterweise mitgebrachte Verpflegung hin kontrolliert.

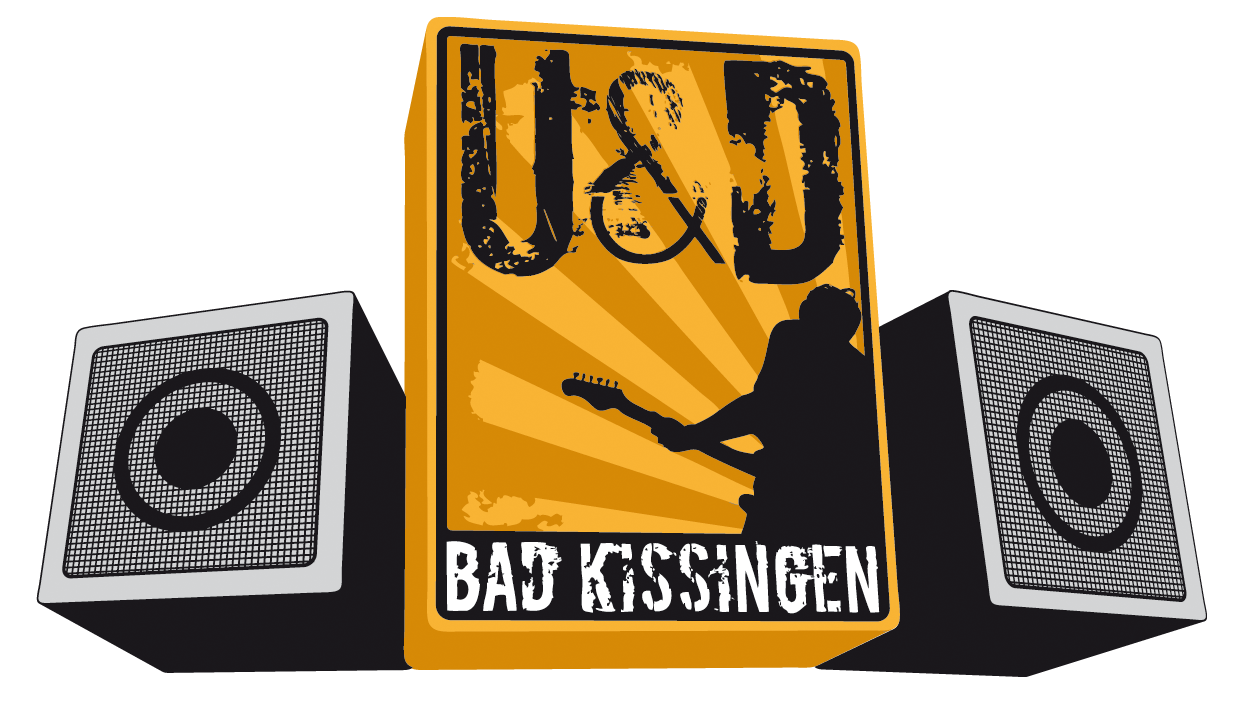
Logo des Festivals

## Line-up seit 1999
Die Festivals fanden bis 2007 auf dem ehemaligen US-Militärflugplatz im Ortsteil Reiterswiesen statt, ab 2008 wurden sie auf dem Gelände des „Gewerbepark Sinnberg“ in der Kernstadt durchgeführt.
- 2015: At the Farewell Party, A Week of Sundays, Soundladen, Gozer, The Kitchies, Kojak, Rick Tick Evil, Mihalys Theorie, Rafiki, Schlaraffenlandung, Mr. Serious & The Groove Monkeys, The Munitors, Aber Hallo, Vanilla Junction, Waste, The Jerks, Dreimillionen, Junk DNA, Blaucrowd Surfer, Resonant of Mind, Dr. Hell, No Fun, Kettenreaktion, The Living Toy, Illustrators, Melting Batteries

- 2010: Kid Galahad, Creme Fresh, The Rising Rocket, One*Side*Smile, Captain Duff, The Jerks, Liza23, Nulltarif, My New Zoo, Vein, Ernst, Scallwags, Fuck Your Shadow From Behind, Behind the Masquerade, Hamada, Mustache Madness, Spaceman Spiff ...

- 2009: Die Schröders, My New Zoo, The Intersphere, Luis & Laserpower, The Rising Rocket, Kings are better Queens, Sebastian23, Spaceman Spiff, The Ghost Rockets, Senore Matze Rossi, Kojak, At the Farewell Party, Kniffler's Mum, rising sunset

- 2008: The Ghost Rockets, Black Nova, Alljoines, Illectronic Rock, Senore Matze Rossi, Kojak, Deathjocks, Gung Fu, Logonauten, Wilson Jr., Taschenrocker, Black Rabbit, Snuff Box, Rafiki, Dave & Hal, Ismael, blocking element, Bambägga ...

- 2007: Lax Alex Contrax, Skalamanda, Kojak, Gung Fu, malm, Wilson Jr., The Ghost Rockets, Signals To Aircraft, Fiatonic, Soul Café, Paper Palace, Godzilla Was A Friend Of Mine, Mate, Aliens And Ghosts, Broken Circle, Styckwærk

- 2006: Bananafishbones, Kingfisher Gold, Scallwags, Kojak, Mary Jane, My Flint, Rockstar Pussy, Mon:row, Illectronic Rock, Gung Fu, Public Relation, Alljoines, Aliens & Ghosts, m-riddem, Die lebenden T-Shirts, The Magic Wishmobs, Broken Circle

- 2004: Liquido, Die Logonauten, Kingfisher Gold, Dandy Lion, Nirgendwo, Stiffkick, Lost in Venice, Ötteband, Ni Ju San, Überflüssig

- 2003: Lax Alex Contrax, The Swing A-Go-Go Babies, Scrambled Eggs, Die Logonauten, Kingfisher Gold, Skalamanda, Scallwags, Everest, Wilson Jr., Unis Cornus, Captain, Zorkon, Lyrische Combo

- 2001: Die Schnitter, Skalamanda, Tagtraum, malm, Blutjungs, The Splash, Saitensprung, Soylent Green, Sqeeze Project, Uniting the elements

- 2000: Wohl$tandskinder, Lax Alex Contrax, Kafkas, Mindjuice, Electric Club, Scallwags, The Peers, Leo's Den, Maddoc, malm, silent, Bierbauch, Clockwise from Top

- 1999: Tagtraum, Mars, D-Dailors, U'LLC, Clockwise from top, K*nut, Melangloomy, Mental Dread, Helios